# DirectX Media Objects
DirectX Media Objects (DMOs) sind streamingfähige Komponenten, die auf COM basieren.
Sie arbeiten ähnlich wie DirectShow Filter, indem sie Eingabedaten entgegennehmen und Ausgabedaten produzieren.
Allerdings ist die DMO-API einfacher zu benutzen als die entsprechende DirectShow-API.
So sind DMOs einfacher zu erstellen, testen und benutzen.
Um einfache Encoder, Decoder, oder Effekte zu schreiben, sollte daher DMOs der Vorzug zu DirectShow Filtern gegeben werden.
Mögliche Einsatzgebiete:
- Auf DirectShow aufsetzende Anwendungen können DMOs durch einen „DMO Wrapper“-Filter zugänglich gemacht werden. Dadurch sind diese transparent für die Anwendung zu benutzen. Die Anwendung muss dann die Befehle der DMO-API nicht selbst kennen oder gar benutzen.

- Auf DirectShow aufsetzende Anwendungen können DMO Audio Effekte nutzen. Die DirectSound-API kapselt dann den Zugriff auf die low-level DMO-API.

- Und Anwendungen können die DMO-API natürlich direkt benutzen.

Siehe auch: DirectX